# Payera marojejyensis
Payera marojejyensis är en måreväxtart som beskrevs av P. Buchner och Christian Puff. Payera marojejyensis ingår i släktet Payera och familjen måreväxter. Inga underarter finns listade i Catalogue of Life.